# The Cat Lady
The Cat Lady è un videogioco indipendente horror, sviluppato e prodotto da Remigiusz Michalksi sotto il nome di Harvester Games, pubblicato su Windows il 7 dicembre 2012 e Linux il 20 aprile 2014 e pubblicato su Steam il 7 dicembre 2012.
Il gioco è il primo della trilogia Devil Came Through Here.

## Trama e modalità di gioco
Il gioco narra le avventure di Susan Ashworth, una donna di quarant'anni che una notte decide di porre fine alla sua vita ingoiando trentaquattro pillole di sonnifero. Susan si risveglia in quello che sembra essere una dimensione onirica, ricca di simbolismi e di cambi di inquadrature che lasciano al giocatore parecchia confusione e smarrimento. Camminando lungo alberi privi di vita, campi d'orzo ed auto abbandonate, Susan incontra un'anziana signora apparentemente innocua che si fa chiamare la Regina dei Vermi. Quest'ultima chiederà a Susan di porre fine alla vita di cinque persone in cambio della sua immortalità. Per quanto paradossale, Susan sarà costretta ad accettare e sarà disposta a lottare per mantenere intatta la sua stessa vita.
The Cat Lady possiede delle meccaniche di gioco molto semplici, riuscendo nell'immediatezza a dare spessore alla narrazione in quella che Multiplayer.it definisce come un'opera che potrebbe incuriosire menti come quelle del celebre scrittore e regista David Lynch.
Con la semplice pressione dei tasti di sinistra e destra della tastiera si è in grado di controllare Susan, mentre con la barra spaziatrice si ha modo di interagire con un piccolo ma fondamentale inventario che consentirà di andare avanti e di esplorare l'intero ambiente di gioco.      
L'avventura grafica è composta da sette capitoli, tutti caratterizzati da una matrice di fondo. Per ogni capitolo, Susan incontrerà e familiarizzerà con i cosiddetti "parassiti", uomini apparentemente innocui in grado di commettere tremende atrocità e che manipoleranno Susan all'insaputa del giocatore.          
La risoluzione di diversi puzzle ambientali e la presenza di numerose righe di dialogo sparse lungo le otto ore che compongono l'avventura permettono a The Cat Lady di possedere dei finali multipli in base alle scelte che il giocatore deciderà di compiere nel gioco. 

## Sviluppo e tematiche
The Cat Lady è stato sviluppato grazie ad uno strumento di Adventure Game Studio, che è stato anche utilizzato per Downfall, il primo gioco pubblicato tre anni prima da Remigiusz Michalski. 
The Cat Lady ha richiesto circa 3 anni di sviluppo. In un'intervista, Remigiusz si esprime in merito al concept di The Cat Lady, che a differenza di Downfall è molto più profondo e personale, riuscendo a far riflettere il giocatore su di una tematica molto ricorrente nel gioco, la depressione. 
Remigiusz ha assimilato ciò che leggeva presso i forum riguardo allo stare male psicologicamente ed emotivamente e tutto ciò lo ha portato a creare The Cat Lady. Lui stesso dirà che la soluzione alla depressione non è il suicidio e che vi è sempre un motivo per continuare a vivere.

## Colonna sonora
La colonna sonora di The Cat Lady è stata affidata al fratello di Remigiusz Michalsky, Michal. Conosciuto con il nome di MicaMic, Michal ha contribuito a dare un forte spessore alla colonna sonora del gioco.

## Accoglienza e premi
The Cat Lady è stato ben accolto dalla critica, con un punteggio in Metacritic di 81/100 e numerose testate lo hanno premiato per lo stile accattivante e la tematiche trattate.
Ha vinto numerosi premi nel 2012 qualificandosi ai primi posti secondo Adventure Gamers ed Adventure Treff per la sua narrazione, valorizzando l'ambiente di gioco e l'innovazione in termini di avventura indipendente.